# Prise de Oaxaca
Guerre d'indépendance du Mexique
La Prise de Oaxaca de 1812 est une action militaire de la guerre d'indépendance du Mexique qui eut lieu le 25 novembre 1812 dans la ville de Oaxaca de Juárez, État de Oaxaca. Les insurgés commandés par le général José María Morelos y défirent les forces royalistes de lieutenant général González Saravia.

## Préparatifs
Alors que José María Morelos était à Tehuacán Puebla, il apprit qu'un groupe de soldats royalistes essayaient de l'attaquer. Il prit alors la décision de regrouper ses forces et de quitter l'endroit. L'organisation de l'armée insurgée reposait sur les généraux Morelos, Hermenegildo Galeana (es), Victor Bravo (es), Miguel Bravo (es) et Nicolás Bravo, Pablo Galeana (es), Mariano Matamoros et les colonels Vicente Guerrero et Guadalupe Victoria. Toutes ces forces rassemblées réunirent une troupe de plus de 5 000 hommes avec 40 canons qui se dirigea vers la ville d'Oaxaca le 10 novembre 1812. 
Avant de quitter Oaxaca, Morelos dut remplacer Leonardo Bravo (es) qui avait été capturé par les troupes royalistes. Cette importante responsabilité échut à Mariano Matamoros qui fut nommé maréchal, devenant ainsi le deuxième dans la hiérarchie et l'importance des troupes commandées par Morelos. Si Morelos décédait ou était capturé par les royalistes, Matamoros prendrait le contrôle total des forces insurgées. En arrivant à Villa de Etla, (État de Oaxaca), Moremos dressa le plan d'attaque contre les royalistes et envoya une proposition de reddition au lieutenant général Saravia Gonzalez, alors défenseur de la ville de Oaxaca. Il ne fut pas répondu à ce courrier, peut-être parce qu'il ne fut jamais reçu, aussi Morelos décida--il de prendre la place.

## La bataille
Le 25 novembre 1812, les forces insurgées prirent position et attaquèrent. Le colonel Manuel Montaño se rendit sur les pentes du Cerro de la Soledad, afin de couper le fleuve et empêcher la retraite des Espagnols vers Tehuantepec. Le général Galeana prit le commandement de l'avant-garde, Miguel Bravo la colonne du centre, et Matamoros l'arrière garde. Morelos, pour sa part forma une section de cavalerie et conserva le gros de l'infanterie comme réserve si nécessaire.
Du fortin de la Soledad, l'artillerie royaliste ne put empêcher l'avance des troupes insurgées dès les premiers instants. Morelos crut qu'il était en position défavorable et ordonna aux colonels Ramon Sesma et Manuel Mier y Teran (es) de prendre le fortin. Tous deux essayèrent d'amener un canon autour du fort pour commencer l'attaque mais découvrir qu'ils étaient au milieu d'un feu nourri entre les deux camps. Dans ces conditions, Morelos fut contraint de renforcer son aide à la progression de Mier y Terán jusqu'à ce qu'il atteigne son objectif. 
C'est dans cette situation que les forces insurgées donnèrent le feu contre les positions royalistes avec un canon de huit livres. Les forces royalistes ripostèrent au début puis cessèrent progressivement de répondre jusqu'à ce que le défenseur de la forteresse ordonne la retraite. Le dernier bastion était le « Juego de Pelota », entouré d'un fossé que n'osaient pas franchir les soldats insurgés. Guadalupe Victoria jeta alors son épée dans l'eau en lançant : « va mi espada en prenda, voy por ella! ». Joignant le geste à la parole il se jeta à l'eau pour récupérer son épée, galvanisant ses soldats qui le suivirent et prirent la position.
La perte de la ville de Oaxaca fut un coup dur pour le gouvernement colonial. Pour les insurgés, cette prise accrut le prestige militaire de Morelos et ce site leur donna une position géographique privilégiée d'où pourraient être contrôlés les routes et les villages des environs.

## Sources
- Zárate, Julio (1880), «La Guerra de Independencia», de Vicente Riva Palacio, México a través de los siglos, III volumen, México: Ballescá y compañía, consultado en 25 de marzo de 2010.